# Fanny Pollarolo
Fanny Pollarolo Villa (Linares, Chile, 7 de marzo de 1935) es una médica psiquiatra y política chilena. Fue diputada por dos períodos representando al Distrito N.º 3 de las comunas de Calama, María Elena, Ollagüe, San Pedro de Atacama y Tocopilla entre 1994 y 2002.
Por muchos años militó en el Partido Comunista, aunque en los años 1990 se distanció de dicho partido y finalmente se sumó al Partido Socialista.

## Biografía
Hija del general Carlos Pollarolo Maggi y de Ángela Villa. Estudió en el Liceo 7 de niñas de Providencia e ingresó a la Universidad de Chile, donde se recibió como médica cirujana con especialidad en psiquiatría. Trabajó en el Hospital Psiquiátrico y como profesora en la Universidad de Chile y la Pontificia Universidad Católica (PUC).
En los años 1960 ingresó al Partido Comunista (PCCh) y fue adherente al gobierno de la Unidad Popular (UP). Tras el Golpe de Estado de 1973 partió al exilio en Argentina, donde permaneció hasta 1975. Colaboró con la Vicaría de la Solidaridad durante los años de dictadura, estuvo detenida y relegada en Palena. Participó activamente del Movimiento Democrático Popular (MDP) y en 1985 fue una de las integrantes del grupo político Intransigencia Democrática.
Con el retorno de la democracia y el llamado para conformar nuevamente el Congreso, decide presentarse como candidata a senadora por la Región de Antofagasta donde no resultó elegida.
Junto a un grupo de militantes comunistas, disconformes con la línea programática que estaba tomando el partido, decidió renunciar al PCCh y formar el Partido Democrático de Izquierda (PDI), del cual fue presidenta. El año 1993 se presentó como candidata a diputada por el Distrito 3 como independiente en un cupo de la Concertación, resultando electa. Tiempo después pasó a las filas del Partido Socialista (PS).
En las elecciones de 1997 alcanzó la primera mayoría para un nuevo período parlamentario. Durante su estadía en la Cámara integró la Comisión Permanente de Minería y Energía y la de Familia. Además, se incorporó a la Comisión Especial de Cumbre Social y a la Investigadora de Irregularidades en Aduanas. En las elecciones parlamentarias de 2001 no consiguió ser reelegida.
En 2005 postuló para ser diputada por el Distrito 16 de Colina, Lampa, Pudahuel, Quilicura y Tiltil, donde estuvo a punto de derrotar a su compañero de lista, el demócratacristiano Gabriel Silber (639 votos). 
Trabajó en el Consejo Nacional para el Control de Estupefacientes (Conace) y como Jefa del Departamento de Responsabilidad Juvenil del Servicio Nacional de Menores (Sename) hasta el año 2010, meses después de finalizado el gobierno de Michelle Bachelet.

## Historia electoral

### Elecciones parlamentarias de 1989
- Elecciones parlamentarias de 1989, para la Circunscripción Senatorial 2, Región de Antofagasta[2]

| Candidato                  | Pacto                          | Partido | Votos  | %     | Resultado |
| -------------------------- | ------------------------------ | ------- | ------ | ----- | --------- |
| Carmen Frei Ruiz-Tagle     | Concertación por la Democracia | PDC     | 58.852 | 28,84 | Senadora  |
| Fanny Pollarolo Villa      | Unidad para la Democracia      | PAIS    | 46 599 | 22,83 |           |
| Arturo Alessandri Besa     | Democracia y Progreso          | ILB     | 41 672 | 20,42 | Senador   |
| Radoslav Razmilic Vlahovic | Democracia y Progreso          | RN      | 29 367 | 14,39 |           |
| Bernardo Julio Contreras   | Concertación por la Democracia | PR      | 25 608 | 12,55 |           |
| Gustavo Araya Alfaro       | Unidad para la Democracia      | PAIS    | 1992   | 0,98  |           |

### Elecciones parlamentarias de 1993
- Elecciones parlamentarias de 1993, para Distrito 3, Calama, María Elena, Ollagüe, San Pedro de Atacama y Tocopilla[3]

| Candidato                | Pacto                                | Partido | Votos  | %     | Resultado |
| ------------------------ | ------------------------------------ | ------- | ------ | ----- | --------- |
| Fanny Pollarolo Villa    | Concertación por la Democracia       | ILD     | 34 426 | 42,82 | Diputada  |
| Carlos Cantero Ojeda     | Unión por el Progreso                | RN      | 17 931 | 22,3  | Diputado  |
| Juan Luis Maurás Novella | Concertación por la Democracia       | PR      | 12 874 | 16,01 |           |
| Nalto Espinoza Hurtado   | Unión por el Progreso                | UDI     | 9730   | 12,1  |           |
| Víctor Ravello Vidal     | Alternativa Democrática de Izquierda | PC      | 2297   | 2,86  |           |
| Carlos Clift Tapia       | Alternativa Democrática de Izquierda | ILA     | 2230   | 2,77  |           |
| Antonio Onell Lucero     | La Nueva Izquierda                   | AHV     | 910    | 1,13  |           |

### Elecciones parlamentarias de 1997
- Elecciones parlamentarias de 1997, para Distrito 3, Calama, María Elena, Ollagüe, San Pedro de Atacama y Tocopilla[4]

| Candidato                 | Pacto                          | Partido | Votos  | %     | Resultado |
| ------------------------- | ------------------------------ | ------- | ------ | ----- | --------- |
| Fanny Pollarolo Villa     | Concertación por la Democracia | PS      | 26 254 | 40,58 | Diputada  |
| Waldo Mora Longa          | Concertación por la Democracia | PDC     | 13 812 | 21,35 | Diputado  |
| Nalto Espinoza Hurtado    | Unión por Chile                | UDI     | 13 283 | 20,53 |           |
| Juan Luis Meneses Zavala  | Unión por Chile                | RN      | 5315   | 8,22  |           |
| Alicia Torres Peralta     | La Izquierda                   | PC      | 4409   | 6,81  |           |
| Antonio Onell Lucero      | Partido Humanista              | PH      | 909    | 1,41  |           |
| Chaillot Del Canto Harboe | Partido Humanista              | PH      | 714    | 1,1   |           |

### Elecciones parlamentarias de 2001
- Elecciones parlamentarias de 2001, para Distrito 3, Calama, María Elena, Ollagüe, San Pedro de Atacama y Tocopilla[5]

| Candidato                    | Pacto                          | Partido | Votos  | %     | Resultado |
| ---------------------------- | ------------------------------ | ------- | ------ | ----- | --------- |
| Waldo Mora Longa             | Concertación por la Democracia | PDC     | 14 433 | 22,08 | Diputado  |
| Fanny Pollarolo Villa        | Concertación por la Democracia | PS      | 14 338 | 21,94 |           |
| José Daniel Barraza Cubillos | Independiente                  | IND     | 14 021 | 21,45 |           |
| Mario Escobar Urbina         | Alianza por Chile              | UDI     | 13 745 | 21,03 | Diputado  |
| Ignacio Urdangarin Escobar   | Alianza por Chile              | RN      | 5899   | 9,02  |           |
| Doris Navarro Figueroa       | Partido Comunista              | PC      | 2927   | 4,48  |           |

### Elecciones parlamentarias de 2005
- Elecciones parlamentarias de 2005, para Distrito 16, Colina, Lampa, Pudahuel, Quilicura y Tiltil[6]

| Candidato               | Pacto                    | Partido | Votos  | %     | Resultado |
| ----------------------- | ------------------------ | ------- | ------ | ----- | --------- |
| Patricio Melero Abaroa  | Alianza                  | UDI     | 49 412 | 32,8  | Diputado  |
| Gabriel Silber Romo     | Concertación Democrática | PDC     | 38 373 | 25,47 | Diputado  |
| Fanny Pollarolo Villa   | Concertación Democrática | PS      | 37 734 | 25,04 |           |
| Carmen Hertz Cádiz      | Juntos Podemos Más       | PC      | 13 694 | 9,09  |           |
| Peter Retamales Ramírez | Alianza                  | RN      | 7281   | 4,83  |           |
| Osvaldo Toro Vásquez    | Juntos Podemos Más       | PH      | 4171   | 2,77  |           |